# Callistosporiaceae
Callistosporiaceae is een botanische naam van een familie van schimmels. Het typegeslacht is Callistosporium.
Het bestaat uit de volgende genera:
- Anupama
- Callistosporium
- Guyanagarika
- Macrocybe
- Pseudolaccaria
- Xerophorus